# Laetmogone violacea
Laetmogone violacea är en sjögurkeart som beskrevs av Studer 1876. Laetmogone violacea ingår i släktet Laetmogone och familjen Laetmogonidae. Inga underarter finns listade i Catalogue of Life.